# Valentin Vasilescu (chimist)
Valentin Vasilescu (n. 6 noiembrie 1935) este un politician român, de profesie inginer chimist. A fost senator în legislatura 1990-1992, ales pe listele PNL. Valentin Vasilescu a fost ales apoi deputat în legislaturile 1992-1996 și 1996-2000, făcând parte din Partidul Ecologist Român.